# Llista de circumscripcions electorals a Catalunya
Catalunya està dividida en diferents circumscripcions electorals segons el tipus d'eleccions.

## Eleccions al Parlament Europeu
A les eleccions al Parlament Europeu, Espanya forma una sola circumscripció electoral. El nombre d'escons que pertoquen a Espanya varia d'elecció a elecció: a les eleccions del 2014, s'escollien 54 eurodiputats. El 2019 se n'escolliran 59, a causa del Brèxit i d'una reducció del nombre d'escons per tal de tenir-ne de reserva per futures incorporacions d'estats a la Unió Europea.

## Eleccions al Congrés de Diputats

### Circumscripcions actuals

Circumscripcions utilitzades actualment a les eleccions al Congrés dels Diputats, al Senat i al Parlament de Catalunya.

Cada província forma una circumscripció. Des de 1977 cada província té assegurada la representació de 2 diputats, i la resta d'escons es reparteixen de forma proporcional segons la població. Abans de cada elecció es torna a revisar el nombre d'escons a escollir.
| Circumscripció | Població (2018) | 1977–1989 | 1989–1993 | 1993–1996 | 1996–2004 | Des de 2004 |
| -------------- | --------------- | --------- | --------- | --------- | --------- | ----------- |
| Barcelona      | 5.609.350       | 33        | 32        | 32        | 31        | 31          |
| Girona         | 761.947         | 5         | 5         | 5         | 5         | 6           |
| Lleida         | 432.866         | 4         | 4         | 4         | 4         | 4           |
| Tarragona      | 795.902         | 5         | 5         | 6         | 6         | 6           |

### Segona República (1931–1936)
El 1931 es va adoptar una llei electoral que substituïa els districtes uninominals i plurinominals de la Restauració per circumscripcions equivalents a les províncies. Madrid, Barcelona i les capitals de província amb més de 100.000 habitants (el 1931) o 150.000 (des del 1933) formaven circumscripció pròpia.
| Circumscripció      | Diputats |
| ------------------- | -------- |
| Barcelona ciutat    | 18       |
| Barcelona província | 15       |
| Girona              | 7        |
| Lleida              | 6        |
| Tarragona           | 7        |

### Sexenni Democràtic i Restauració borbònica (1871–1923)

Districtes electorals utilitzats entre 1898 i 1923.

Durant aquesta època, les subdivisions es coneixien com a districtes. El 1871 es va adoptar una llei electoral que establia que hi hagués un diputat per cada 40.000 habitants i subdividia el territori en circumscripcions uninominals, respectant els límits de les províncies. El 1878 una nova llei electoral va fer fusionar els cinc districtes de la ciutat de Barcelona en un de plurinominal, representat amb 5 escons i va fusionar els de Tarragona, Reus i Falset en un de nou representat amb 3 escons. El 1887 es va crear el de Sabadell i el 1898 es va abolir el de Gràcia, ja que els municipis del pla de Barcelona es van fusionar amb la capital. Això va comportar un increment de 5 a 7 diputats a escollir a Barcelona. El sistema va quedar abolit amb la dictadura de Primo de Rivera.
| Districte               | Província | Població (1871) | Escons | Perídoe   |
| ----------------------- | --------- | --------------- | ------ | --------- |
| Arenys de Mar           | Barcelona | 42.639          | 1      | 1871–1923 |
| Balaguer                | Lleida    | 38.981          | 1      | 1871–1923 |
| Barcelona               | Barcelona | 190.298         | 5      | 1877–1898 |
| Barcelona               | Barcelona | 190.298         | 7      | 1899–1923 |
| Barcelona I             | Barcelona | 36.560          | 1      | 1871–1876 |
| Barcelona II            | Barcelona | 36.520          | 1      | 1871–1876 |
| Barcelona III           | Barcelona | 38.260          | 1      | 1871–1876 |
| Barcelona IV            | Barcelona | 38.422          | 1      | 1871–1876 |
| Barcelona V             | Barcelona | 38.536          | 1      | 1871–1876 |
| Berga                   | Barcelona | 40.756          | 1      | 1871–1923 |
| La Bisbal d'Empordà     | Girona    | 38.546          | 1      | 1871–1923 |
| Les Borges Blanques     | Lleida    | 39.841          | 1      | 1871–1923 |
| Castellterçol           | Barcelona | 39.594          | 1      | 1871–1923 |
| Cervera                 | Lleida    | 37.661          | 1      | 1871–1923 |
| Falset                  | Tarragona | 40.921          | 1      | 1871–1876 |
| Figueres                | Girona    | 37.686          | 1      | 1871–1923 |
| Gandesa                 | Tarragona | 38.990          | 1      | 1871–1923 |
| Girona                  | Girona    | 40.459          | 1      | 1871–1923 |
| Gràcia                  | Barcelona | 43.108          | 1      | 1871–1898 |
| Granollers              | Barcelona | 42.176          | 1      | 1871–1923 |
| Igualada                | Barcelona | 40.480          | 1      | 1871–1923 |
| Lleida                  | Lleida    | 38.402          | 1      | 1871–1923 |
| Manresa                 | Barcelona | 41.974          | 1      | 1871–1923 |
| Mataró                  | Barcelona | 40.645          | 1      | 1871–1923 |
| Olot                    | Girona    | 38.291          | 1      | 1871–1923 |
| Puigcerdà               | Girona    | 38.423          | 1      | 1871–1923 |
| Reus                    | Tarragona | 41.709          | 1      | 1871–1876 |
| Roquetes                | Tarragona | 40.441          | 1      | 1871–1923 |
| Sabadell                | Barcelona | –               | 1      | 1887–1923 |
| Sant Feliu de Llobregat | Barcelona | 40.084          | 1      | 1871–1923 |
| Santa Coloma de Farners | Girona    | 38.387          | 1      | 1871–1923 |
| La Seu d'Urgell         | Lleida    | 38.409          | 1      | 1871–1923 |
| Solsona                 | Lleida    | 40.401          | 1      | 1871–1923 |
| Sort                    | Lleida    | 41.957          | 1      | 1871–1923 |
| Tarragona               | Tarragona | 39.560          | 1      | 1871–1876 |
| Tarragona-Reus-Falset   | Tarragona | 122.190         | 3      | 1877–1923 |
| Terrassa                | Barcelona | 38.852          | 1      | 1871–1923 |
| Torroella de Montgrí    | Girona    | 40.484          | 1      | 1871–1923 |
| Tortosa                 | Tarragona | 38.950          | 1      | 1871–1923 |
| Tremp                   | Lleida    | 38.877          | 1      | 1871–1923 |
| Valls                   | Tarragona | 42.055          | 1      | 1871–1923 |
| El Vendrell             | Tarragona | 39.240          | 1      | 1871–1923 |
| Vic                     | Barcelona | 42.566          | 1      | 1871–1923 |
| Vilademuls              | Girona    | 38.912          | 1      | 1871–1923 |
| Vilafranca del Penedès  | Barcelona | 43.217          | 1      | 1871–1923 |
| Vilanova i la Geltrú    | Barcelona | 39.878          | 1      | 1871–1923 |

## Eleccions al Parlament de Catalunya

### Circumscripcions actuals
Com que Catalunya no disposa de llei electoral pròpia, utilitza la llei electoral espanyola per escollir els representants al Parlament de Catalunya, de manera que el sistema electoral i les circumscripcions són les mateixes que s'utilitzen al Congrés dels Diputats. Actualment, el nombre de diputats del Parlament és 135. L'assignació d'escons a cada província no ha canviat des del 1980 i està fixada segons la disposició transitòria quarta de l'Estatut d'Autonomia de 1979 i de l'Estatut d'Autonomia de 2006:
| Circumscripció | Població (2018) | Diputats |
| -------------- | --------------- | -------- |
| Barcelona      | 5.609.350       | 85       |
| Girona         | 761.947         | 17       |
| Lleida         | 432.866         | 15       |
| Tarragona      | 795.902         | 18       |

### Segona República
Les circumscripcions electorals i el nombre d'escons venien recollits a les disposicions transitòries de l'Estatut de Núria, i fixaven un diputat per cada 40.000 habitants i un mínim de 14 diputats per circumscripció. Només es va aplicar a les eleccions de 1932.
| Circumscripció           | Diputats |
| ------------------------ | -------- |
| Barcelona ciutat         | 24       |
| Barcelona circumscripció | 19       |
| Girona                   | 14       |
| Lleida                   | 14       |
| Tarragona                | 14       |

## Eleccions al Senat
Hi ha dos tipus de senadors: els d'elecció directa i els d'elecció indirecta pels parlaments de cada comunitat autònoma. Segons la ubicació geogràfica, les circumscripcions corresponen a unes subdivisions o a unes altres. En territori peninsular, les circumscripcions equivalen a les províncies, i cadascuna n'escull 4. Per tant, les circumscripcions catalanes són les següents:
| Circumscripció | Població (2018) | Senadors |
| -------------- | --------------- | -------- |
| Barcelona      | 5.609.350       | 4        |
| Girona         | 761.947         | 4        |
| Lleida         | 432.866         | 4        |
| Tarragona      | 795.902         | 4        |

## Eleccions a les diputacions provincials

### Sistema actual
Les eleccions a les diputacions provincials són indirectes i s'efectuen cada 4 anys, sobre la base dels vots obtinguts per cada candidatura a les eleccions municipals. Cada província està dividida en partits judicials. Les circumscripcions actuals corresponen als territoris dels partits judicials existents el dia 3 d'abril de 1979, data de les primeres eleccions municipals després del franquisme. Actualment s'han creat més partits judicials, però s'han mantingut les circumscripcions.
El nombre d'escons assignats a cada partit depèn del pes de la població del partit respecte la província. L'evolució del nombre d'escons de cada circumscripció és la següent:
Província de Barcelona
| Partit judicial           | 1979 | 1983 | 1987 | 1991 | 1995 | 1999 | 2003 | 2007 | 2011 | 2015 |
| ------------------------- | ---- | ---- | ---- | ---- | ---- | ---- | ---- | ---- | ---- | ---- |
| Arenys de Mar             | 2    | 1    | 1    | 1    | 1    | 1    | 1    | 2    | 2    | 2    |
| Barcelona                 | 17   | 24   | 23   | 23   | 22   | 20   | 20   | 19   | 18   | 18   |
| Berga                     | 1    | 1    | 1    | 1    | 1    | 1    | 1    | 1    | 1    | 1    |
| Granollers                | 3    | 2    | 2    | 2    | 3    | 3    | 3    | 3    | 3    | 3    |
| Igualada                  | 2    | 1    | 1    | 1    | 1    | 1    | 1    | 1    | 1    | 1    |
| L'Hospitalet de Llobregat | 6    | 7    | 7    | 7    | 7    | 7    | 7    | 6    | 6    | 6    |
| Manresa                   | 2    | 1    | 1    | 1    | 1    | 2    | 1    | 2    | 2    | 2    |
| Mataró                    | 3    | 2    | 2    | 2    | 2    | 3    | 3    | 3    | 3    | 3    |
| Sabadell                  | 4    | 4    | 4    | 4    | 4    | 4    | 4    | 4    | 4    | 4    |
| Sant Feliu de Llobregat   | 3    | 2    | 3    | 3    | 3    | 3    | 3    | 3    | 3    | 3    |
| Terrassa                  | 3    | 3    | 3    | 3    | 3    | 3    | 4    | 4    | 4    | 4    |
| Vic                       | 2    | 1    | 1    | 1    | 1    | 1    | 1    | 1    | 2    | 2    |
| Vilafranca del Penedès    | 1    | 1    | 1    | 1    | 1    | 1    | 1    | 1    | 1    | 1    |
| Vilanova i la Geltrú      | 2    | 1    | 1    | 1    | 1    | 1    | 1    | 1    | 1    | 1    |

Província de Girona
| Partit judicial         | 1979 | 1983 | 1987 | 1991 | 1995 | 1999 | 2003 | 2007 | 2011 | 2015 |
| ----------------------- | ---- | ---- | ---- | ---- | ---- | ---- | ---- | ---- | ---- | ---- |
| La Bisbal d'Empordà     | 4    | 4    | 4    | 5    | 5    | 5    | 5    | 5    | 5    | 5    |
| Figueres                | 4    | 4    | 4    | 4    | 4    | 4    | 4    | 4    | 5    | 5    |
| Girona                  | 6    | 8    | 8    | 9    | 9    | 8    | 8    | 8    | 8    | 8    |
| Olot                    | 3    | 2    | 2    | 2    | 2    | 3    | 2    | 2    | 2    | 2    |
| Puigcerdà               | 2    | 2    | 2    | 2    | 2    | 2    | 2    | 2    | 1    | 1    |
| Santa Coloma de Farners | 5    | 5    | 5    | 5    | 5    | 5    | 6    | 6    | 6    | 6    |

Província de Lleida
| Partit judicial     | 1979 | 1983 | 1987 | 1991 | 1995 | 1999 | 2003 | 2007 | 2011 | 2015 |
| ------------------- | ---- | ---- | ---- | ---- | ---- | ---- | ---- | ---- | ---- | ---- |
| Balaguer            | 4    | 4    | 4    | 4    | 4    | 4    | 4    | 4    | 4    | 3    |
| Les Borges Blanques | 1    | 1    | 1    | 1    | 1    | 1    | 1    | 1    | 1    | 1    |
| Cervera             | 3    | 3    | 3    | 3    | 3    | 3    | 3    | 3    | 3    | 3    |
| Lleida              | 12   | 12   | 12   | 12   | 12   | 12   | 12   | 12   | 12   | 13   |
| La Seu d'Urgell     | 1    | 1    | 1    | 1    | 1    | 1    | 1    | 1    | 1    | 1    |
| Solsona             | 1    | 1    | 1    | 1    | 1    | 1    | 1    | 1    | 1    | 1    |
| Sort                | 1    | 1    | 1    | 1    | 1    | 1    | 1    | 1    | 1    | 1    |
| Tremp               | 1    | 1    | 1    | 1    | 1    | 1    | 1    | 1    | 1    | 1    |
| Vielha              | 1    | 1    | 1    | 1    | 1    | 1    | 1    | 1    | 1    | 1    |

Província de Tarragona
| Partit judicial | 1979 | 1983 | 1987 | 1991 | 1995 | 1999 | 2003 | 2007 | 2011 | 2015 |
| --------------- | ---- | ---- | ---- | ---- | ---- | ---- | ---- | ---- | ---- | ---- |
| Reus            | 7    | 8    | 8    | 8    | 8    | 8    | 8    | 8    | 7    | 7    |
| Tarragona       | 7    | 7    | 7    | 7    | 7    | 7    | 7    | 7    | 7    | 7    |
| Tortosa         | 7    | 7    | 7    | 7    | 6    | 6    | 6    | 6    | 6    | 6    |
| Valls           | 3    | 3    | 3    | 3    | 3    | 3    | 2    | 2    | 2    | 2    |
| El Vendrell     | 3    | 2    | 2    | 2    | 3    | 3    | 4    | 4    | 5    |      |

### Restauració borbònica (1882–1923)

Circumscripcions utilitzades a les eleccions provincials a inicis del.

La llei provincial del 1882, vigent fins a la dictadura de Primo de Rivera, establia un mínim de cinc districtes electorals per província, escollint 4 diputats cadascun. Com a norma general, cada districte estaria format per dos partits judicials limítrofs. Durant la Mancomunitat de Catalunya (1914-1923), els plens de les 4 diputacions provincials catalanes van fusionar-se.
Província de Barcelona
| Partit judicial     | Diputats |
| ------------------- | -------- |
| Arenys–Mataró       | 4        |
| Barcelona I         | 4        |
| Barcelona II        | 4        |
| Barcelona III       | 4        |
| Igualada–Vilafranca | 4        |
| Manresa–Berga       | 4        |
| Terrassa–Sabadell   | 4        |
| Vic–Granollers      | 4        |
| Vilanova–Sant Feliu | 4        |

Província de Girona
| Partit judicial         | Diputats |
| ----------------------- | -------- |
| La Bisbal d'Empordà     | 4        |
| Figueres                | 4        |
| Girona                  | 4        |
| Olot–Puigcerdà          | 4        |
| Santa Coloma de Farners | 4        |

Província de Lleida
| Partit judicial   | Diputats |
| ----------------- | -------- |
| Balaguer          | 4        |
| Cervera–Solsona   | 4        |
| Lleida–Les Borges | 4        |
| La Seu–Sort       | 4        |
| Tremp–Vielha      | 4        |

Província de Tarragona
| Partit judicial    | Diputats |
| ------------------ | -------- |
| Falset–Gandesa     | 4        |
| Reus               | 4        |
| Tarragona–Vendrell | 4        |
| Tortosa            | 4        |
| Valls–Montblanc    | 4        |

### Sexenni Democràtic (1870–1882)

Districtes utilitzats en les eleccions provincials a la província de Tarragona entre 1870 i 1882.

La llei provincial aprovada el 1870 establia la divisió de la província en circumscripcions uninominals (d'un sol diputat) basats en la població i respectant els límits dels partits judicials i dels termes municipals, sempre que la població d'un municipi sigui superior al de la població que li pertocaria a un districte. Les divisions van ser vigents fins a l'any 1882.

Districtes utilitzats en les eleccions provincials a la província de Barcelona entre 1870 i 1882.

Districtes utilitzats en les eleccions provincials a la província de Girona entre 1870 i 1882.

Districtes utilitzats en les eleccions provincials a la província de Lleida entre 1870 i 1882.

Província de Barcelona
| Partit judicial         | Districte                |
| ----------------------- | ------------------------ |
| Arenys de Mar           | Arenys de Mar            |
| Arenys de Mar           | Calella                  |
| Arenys de Mar           | Sant Celoni              |
| Barcelona               | Barcelona 1              |
| Barcelona               | Barcelona 2              |
| Barcelona               | Barcelona 3              |
| Barcelona               | Barcelona 4              |
| Barcelona               | Barcelona 5              |
| Barcelona               | Barcelona 6              |
| Barcelona               | Barcelona 7              |
| Barcelona               | Barcelona 8              |
| Barcelona               | Barcelona 9              |
| Barcelona               | Barcelona 10             |
| Barcelona               | Barcelona 11             |
| Barcelona               | Barcelona 12             |
| Barcelona               | Barcelona 13             |
| Barcelona               | Barcelona 14             |
| Barcelona               | Badalona                 |
| Barcelona               | Sants                    |
| Barcelona               | Sant Andreu de Palomar   |
| Barcelona               | Gràcia                   |
| Barcelona               | Sant Martí de Provençals |
| Berga                   | Berga                    |
| Berga                   | Cardona                  |
| Berga                   | Prats de Lluçanès        |
| Granollers              | Granollers               |
| Granollers              | Caldes de Montbui        |
| Granollers              | Cardedeu                 |
| Igualada                | Igualada                 |
| Igualada                | Capellades               |
| Igualada                | Calaf                    |
| Manresa                 | Manresa 1                |
| Manresa                 | Manresa 2                |
| Manresa                 | Sallent                  |
| Manresa                 | Moià                     |
| Mataró                  | Mataró 1                 |
| Mataró                  | Mataró 2                 |
| Mataró                  | El Masnou                |
| Sant Feliu de Llobregat | Sant Feliu de Llobregat  |
| Sant Feliu de Llobregat | Martorell                |
| Sant Feliu de Llobregat | Sant Boi de Llobregat    |
| Terrassa                | Terrassa                 |
| Terrassa                | Sabadell 1               |
| Terrassa                | Sabadell 2               |
| Terrassa                | Rubí                     |
| Vic                     | Vic                      |
| Vic                     | Sant Hipòlit de Voltregà |
| Vic                     | Manlleu                  |
| Vic                     | Centelles                |
| Vilafranca del Penedès  | Vilafranca               |
| Vilafranca del Penedès  | Sant Sadurní d'Anoia     |
| Vilanova i la Geltrú    | Vilanova i la Geltrú     |
| Vilanova i la Geltrú    | Sitges                   |

Província de Girona
| Partit judicial         | Districte                  |
| ----------------------- | -------------------------- |
| Figueres                | Figueres 1                 |
| Figueres                | Figueres 2                 |
| Figueres                | Roses                      |
| Figueres                | Castelló d'Empúries        |
| Figueres                | Llançà                     |
| Figueres                | La Jonquera                |
| Figueres                | Maçanet de Cabrenys        |
| Figueres                | Llers                      |
| Girona                  | Girona 1                   |
| Girona                  | Girona 2                   |
| Girona                  | Banyoles                   |
| Girona                  | Vilademuls                 |
| Girona                  | L'Escala                   |
| Girona                  | Fornells                   |
| Girona                  | Ventalló                   |
| Girona                  | Celrà                      |
| Girona                  | Sant Gregori               |
| La Bisbal d'Empordà     | La Bisbal                  |
| La Bisbal d'Empordà     | Palamós                    |
| La Bisbal d'Empordà     | Llagostera                 |
| La Bisbal d'Empordà     | Begur                      |
| La Bisbal d'Empordà     | Palafrugell                |
| La Bisbal d'Empordà     | Torroella                  |
| La Bisbal d'Empordà     | Sant Feliu de Guíxols      |
| Olot                    | Olot 1                     |
| Olot                    | Olot 2                     |
| Olot                    | Sant Esteve d'en Bas       |
| Olot                    | Sant Feliu de Pallerols    |
| Olot                    | Sant Cristòfol de Beget    |
| Olot                    | Tortellà                   |
| Puigcerdà               | Puigcerdà                  |
| Puigcerdà               | Ribes de Freser            |
| Puigcerdà               | Ripoll                     |
| Puigcerdà               | Sant Joan de les Abadesses |
| Santa Coloma de Farners | Lloret de Mar              |
| Santa Coloma de Farners | Santa Coloma de Farners    |
| Santa Coloma de Farners | Brunyola                   |
| Santa Coloma de Farners | Blanes                     |
| Santa Coloma de Farners | Maçanet de la Selva        |
| Santa Coloma de Farners | Caldes de Malavella        |
| Santa Coloma de Farners | Arbúcies                   |

Província de Lleida
| Partit judicial | Districte               |
| --------------- | ----------------------- |
| Balaguer        | Alguaire                |
| Balaguer        | Almenar                 |
| Balaguer        | Balaguer                |
| Balaguer        | Camarassa               |
| Balaguer        | Àger                    |
| Balaguer        | Cubells                 |
| Balaguer        | Agramunt                |
| Balaguer        | Anya                    |
| Cervera         | Guimerà                 |
| Cervera         | Tàrrega                 |
| Cervera         | Anglesola               |
| Cervera         | Cervera                 |
| Cervera         | Torrefeta               |
| Cervera         | Guissona                |
| La Seu d'Urgell | Organyà                 |
| La Seu d'Urgell | La Seu d'Urgell         |
| La Seu d'Urgell | Bellver                 |
| La Seu d'Urgell | Castellbò               |
| Lleida          | Alcarràs                |
| Lleida          | Maials                  |
| Lleida          | Juncosa                 |
| Lleida          | Juneda                  |
| Lleida          | Arbeca                  |
| Lleida          | Les Borges Blanques     |
| Lleida          | Corbins                 |
| Lleida          | Lleida 8                |
| Lleida          | Lleida 9                |
| Lleida          | Lleida 10               |
| Solsona         | Torà                    |
| Solsona         | Pinell de Solsonès      |
| Solsona         | Solsona                 |
| Solsona         | Sant Llorenç de Morunys |
| Sort            | Gerri de la Sal         |
| Sort            | Sort                    |
| Sort            | Esterri d'Àneu          |
| Tremp           | La Guàrdia de Tremp     |
| Tremp           | Tremp                   |
| Tremp           | La Pobla de Segur       |
| Tremp           | El Pont de Suert        |
| Vielha          | Vielha                  |
| Vielha          | Bossòst                 |

Província de Tarragona
| Partit judicial | Districte               |
| --------------- | ----------------------- |
| El Vendrell     | El Vendrell             |
| El Vendrell     | Torredembarra           |
| El Vendrell     | Masllorenç              |
| El Vendrell     | L'Arboç                 |
| Falset          | Vinebre                 |
| Falset          | Tivissa                 |
| Falset          | Falset                  |
| Falset          | Cornudella de Montsant  |
| Falset          | Porrera                 |
| Gandesa         | Gandesa                 |
| Gandesa         | Móra d'Ebre             |
| Gandesa         | Torta                   |
| Gandesa         | La Fatarella            |
| Montblanc       | Santa Coloma de Queralt |
| Montblanc       | Sarral                  |
| Montblanc       | Vimbodí                 |
| Montblanc       | Montblanc               |
| Reus            | Reus 1                  |
| Reus            | Reus 2                  |
| Reus            | Reus 3                  |
| Reus            | Reus 4                  |
| Reus            | Riudoms                 |
| Reus            | La Selva del Camp       |
| Tarragona       | Tarragona 1             |
| Tarragona       | Tarragona 2             |
| Tarragona       | Tarragona 3             |
| Tarragona       | Vila-seca               |
| Tortosa         | Tortosa 1               |
| Tortosa         | Tortosa 2               |
| Tortosa         | Tortosa 3               |
| Tortosa         | Tortosa 4               |
| Tortosa         | El Perelló              |
| Tortosa         | La Sénia                |
| Tortosa         | Ulldecona               |
| Tortosa         | Amposta                 |
| Tortosa         | Roquetes                |
| Valls           | Valls 1                 |
| Valls           | Valls 2                 |
| Valls           | Alcover                 |
| Valls           | El Pont d'Armentera     |
| Valls           | El Pla de Santa Maria   |

## Eleccions al Consell General d'Aran

Terçons d'Aran, utilitzats com a circumscripcions a les eleccions al Consell General

La llei 16/1990, de 13 de juliol i la llei 1/2015, del 5 de febrer, ambdues del règim especial d'Aran estableixen que cada terçó forma una circumscripció electoral a les eleccions al Consell General d'Aran (en aranès: Conselh Generau d'Aran).
| Circumscripció | Consellers |
| -------------- | ---------- |
| Arties e Garòs | 2          |
| Castièro       | 4          |
| Irissa         | 1          |
| Marcatosa      | 1          |
| Pujòlo         | 2          |
| Quate Lòcs     | 3          |

## Eleccions als consells comarcals
Els consells comarcals són l'òrgan administratiu de cada comarca, tret d'Aran, on és substituït pel Consell General d'Aran i pel Barcelonès, on el consell comarcal serà abolit el 2019. Cada comarca forma una circumscripció única.
| Població        | Consellers |
| --------------- | ---------- |
| ≤ 50.000        | 19         |
| 50.001–100.000  | 25         |
| 100.001–500.000 | 33         |
| ≥ 500.001       | 39         |

## Eleccions municipals

### Sistema actual
Cada municipi forma una circumscripció única per escollir els regidors dels ajuntaments. El nombre d'escons del ple depèn de la població del municipi:
| Població       | Regidors                                                                   |
| -------------- | -------------------------------------------------------------------------- |
| < 250          | 5                                                                          |
| 251–1.000      | 7                                                                          |
| 1.001–2.000    | 9                                                                          |
| 2.001–5.000    | 11                                                                         |
| 5.001–10.000   | 13                                                                         |
| 10.001–20.000  | 17                                                                         |
| 20.001–50.000  | 21                                                                         |
| 50.001–100.000 | 25                                                                         |
| >100.001       | +1 per cada 100.000 habitants o fracció +1 si el total és un nombre parell |

### Segona República (1934)
La competència de legislació municipal i de convocatòria d'eleccions municipals va ser transferida a la Generalitat de Catalunya amb l'Estatut de Núria, el 1932. El Parlament de Catalunya va aprovar la llei municipal el 1933. Cada municipi formava una sola circumscripció electoral. El nombre de regidors de cada municipi era el següent:
| Població      | Regidors |
| ------------- | -------- |
| <500          | 5        |
| 501–1.000     | 6        |
| 1.001–1.500   | 7        |
| 1.501–2.000   | 8        |
| 2.001–2.500   | 9        |
| 2.501–3.000   | 10       |
| 3.001–5.000   | 12       |
| 5.001–10.000  | 16       |
| 10.001–20.000 | 18       |
| >20,000       | 24       |
| Barcelona     | 40       |

### Restauració Borbònica (1877–1931)
La llei municipal utilitzada durant la Restauració borbònica va ser aprovada el 1877 i marcava clarament quin havia de ser el nombre de districtes i de regidors d'un municipi. No obstant, no marcava quin havia de ser el nombre de regidors per districte, si bé estipulava que els districtes havien de tenir poblacions similars. Les eleccions se celebraven cada 2 anys, renovant la meitat dels regidors de cada districte en cada elecció.
| Població      | Regidors | Districtes |               | Població | Regidors | Districtes      |    | Població | Regidors | Districtes |
| <500          | 6        | 1          | 16.001–18.000 | 21       | 4        | 55.001–60.000   | 36 | 8        |          |            |
| 501–800       | 7        | 1          | 18.001–20.000 | 22       | 5        | 60.001–65.000   | 37 | 8        |          |            |
| 801–1.000     | 8        | 2          | 20.001–22.000 | 23       | 5        | 65.001–70.000   | 38 | 9        |          |            |
| 1.001–2.000   | 9        | 2          | 22.001–24.000 | 24       | 5        | 70.001–75.000   | 39 | 9        |          |            |
| 2.001–3.000   | 10       | 2          | 24.001–26.000 | 25       | 5        | 75.001–80.000   | 40 | 9        |          |            |
| 3.001–4.000   | 11       | 2          | 26.001–28.000 | 26       | 6        | 80.001–85.000   | 41 | 9        |          |            |
| 4.001–5.000   | 12       | 2          | 28.001–30.000 | 27       | 6        | 85.001–90.000   | 42 | 9        |          |            |
| 5.001–6.000   | 13       | 2          | 30.001–32.000 | 28       | 6        | 90.001–95.000   | 43 | 10       |          |            |
| 6.001–7.000   | 14       | 3          | 32.001–34.000 | 29       | 6        | 95.001–100.000  | 44 | 10       |          |            |
| 7.001–8.000   | 15       | 3          | 34.001–36.000 | 30       | 7        | 100.001–120.000 | 45 | 10       |          |            |
| 8.001–9.000   | 16       | 3          | 36.001–38.000 | 31       | 7        | 120.001–140.000 | 46 | 10       |          |            |
| 9.001–10.000  | 17       | 3          | 38.001–40.000 | 32       | 7        | 140.001–160.000 | 47 | 10       |          |            |
| 10.001–12.000 | 18       | 4          | 40.001–45.000 | 33       | 8        | 160.001–180.000 | 48 | 10       |          |            |
| 12.001–14.000 | 19       | 4          | 45.001–50.000 | 34       | 8        | 180.001–200.000 | 49 | 10       |          |            |
| 14.001–16.000 | 20       | 4          | 50.001–55.000 | 35       | 8        | >200.001        | 50 | 10       |          |            |